# آلن هادسون
آلن هادسون (به انگلیسی: Alan Hudson) بازیکن فوتبال زادهٔ ۲۱ ژوئن ۱۹۵۱ اهل انگلستان که سابقهٔ بازی در تیم ملی فوتبال انگلستان را در کارنامهٔ خود دارد. وی در تاریخ ۱۲ مارس ۱۹۷۵ نخستین بازی ملی خود را در مقابل تیم ملی فوتبال آلمان غربی انجام داد و با حضور در ۲ بازی ملی، در تاریخ ۱۶ آوریل ۱۹۷۵ واپسین بازی ملی‌اش را در برابر تیم ملی فوتبال قبرس برگزار کرد.